# Сили територіальної оборони Норвегії
Норвезька гвардія (норв. Heimevernet — «HV») — швидкі мобілізаційні сили в норвезькій армії. Заснована 6 грудня 1946 року. Вона друга наймолодша філія в норвезьких силах після норвезької кібер-оборони (норв. Cyberforsvaret). До неї входять підрозділи сухопутних, морських та повітряних військ, а також волонтери та військовослужбовці військовополонених, що мають досвід роботи в усіх галузях. Основна увага приділяється місцевій обороні та громадській підтримці, але також може відбирати волонтерів для міжнародних операцій.

## Організація

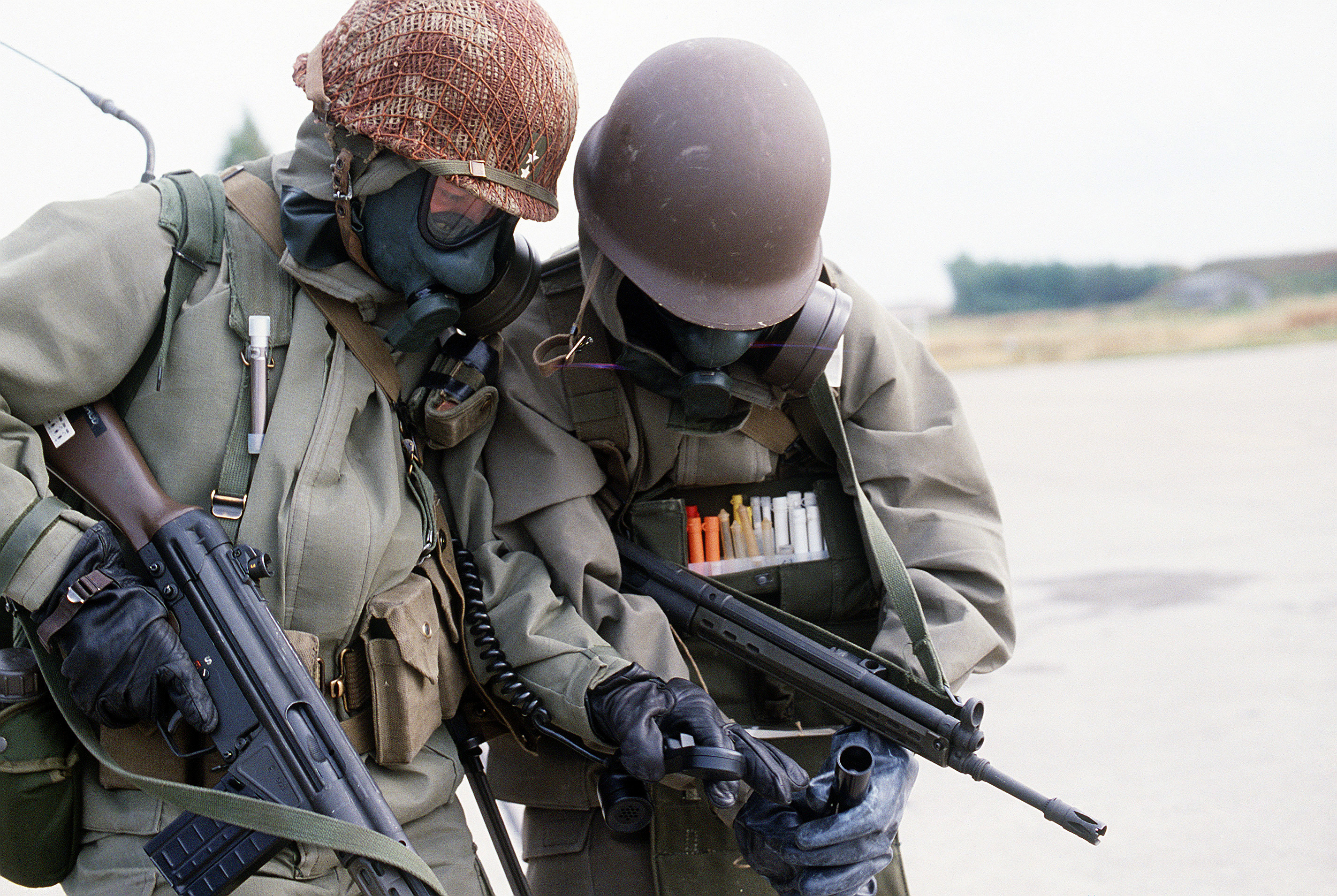
Norwegian Home Guardsman with AG-3

Гвардія поділяється на райони («HV-райони»), які розподіляється на менші одиниці, що зазвичай охоплюють один муніципалітет. У воєнний час Heimevernet зазвичай використовуються для захисту місцевої інфраструктури та населення, але також використовуються як регулярні війська[джерело?]. Оскільки основу військ складають місцеві жителі, то вони ідеально підходять для партизанської війни, диверсій та засідок[джерело?].

## Сила
У гвардії кількість військових у мирний час становить 1 200 осіб. На високому ступені готовності налічується 3500 осіб швидкого реагування, 25 000 осіб оборони та 20 000 осіб штурму. Загальна Гвардійська сила складає приблизно 45 000.

## Обмін військами
Гвардія щороку проводить обмін військами з Національною гвардією штату Міннесота. Обмін зріс через норвезьких американських солдатів, що були відправлені до Норвегії для надання допомоги бійцям протистояння під час Другої світової війни. Як частина обміну, члени американської гвардії пролетіли до бази ВПС Værnes, а норвежці вирушають до табору Ріплі. Військові завершують підготовку один одного і оглядають цей район.

## Сили швидкого реагування
З 2005 року гвардія набрала групу швидкого реагування з кваліфікованим персоналом та спеціальним обладнанням. Ці сили було названо «Силами швидкого реагування» (норв. Innsatsstyrke). Вони становлять приблизно 10 % від загальної гвардії та складається суто з волонтерів.
У кожному окрузі є одна група швидкого реагування, усього 3500 чоловіків та жінок. Сила швидкого реагування є основною рушійною силою норвезької головної гвардії, і містить гнучкі та мобільні спорядження. Вона має найвищий пріоритет у відношенні зброї, матеріальних та навчальних ресурсів. Сила готова відповісти протягом декількох годин на акти тероризму, бомбові загрози та інші надзвичайні ситуації. У мирний час сили можуть підтримувати поліцію та цивільне співтовариство різноманітними завданнями, у тому числі забезпечувати безпеку громадськості та забезпечувати виконання поліцейських правил.
Сили швидкого реагування названі внаслідок операцій, здійснених під час Другої світової війни 1-ю норвезькою окремою ротою.

## Назви операцій англійською мовою
- Oslofjord HV-district 01: RRF Polar Bear VI
- Oslo and Akershus HV-district 02: RRF Derby
- Telemark and Buskerud HV-district 03: RRF Gunnerside
- Opplandske HV-district 05: RRF Grebe
- Agder and Rogaland HV-district 08: RRF Osprey and Varg
- Bergenhus HV-district 09: RRF Bjørn West
- Møre and Fjordane HV-district 11: RRF Archery
- Trøndelag HV-district 12: RRF Rype
- Sør-Hålogaland HV-district 14: RRF Heron
- Nord-Hålogaland HV-district 16: RRF Claymore
- Finnmark HV-district 17: RRF Ida & Lyra and Delfin

## Відділи
Військово-морська гілка сил оборони має чотири відділу, але норвезька влада закрила підрозділи 2017-го, задля економії коштів
- Південь: СШР Bundle
- Захід: СШР Salamander
- Північ: СШР Waxwing і Anklet

Сили швидкого реагування складаються з кількох різних взводів у кожному районі. Таким чином, кожний округ зможе реагувати на будь-який інцидент, який може статися, без необхідності покладатися на зовнішню допомогу. У кожному районі (з деякими варіантами) будуть підготовлені оператори в цих різних типах підрозділів:
- Jegertropp (розвідувальний взвод)
- Skarpskyttertropp (снайперський взвод)
- MP-tjeneste (взвод військової поліції)
- MP-tjeneste (загін К9 (кінологи))
- ABC-tropp (взвод радіаційного, хімічного та біологічного захисту)
- Stabstropp (штабний взвод — зв'язок, розвідка, транспорт та логістика)
- Dykkerlag (дайвінг-команда — підводна розвідка, виявлення вибухових речовин)
- Sanitetstropp (медичний взвод)
- Sambandstropp (комунікаційний взвод)
- Innsatstropper (взводи СШР)
- Kystmeldepost (прибережні спостережні пункти)
- Bordingslag (абордажна команда — спостереження, контроль, перевірка та захват кораблів / катерів)

## Обладнання
До кінця 1960-х років гвардія використовувала зброю норвезької армії. Наприкінці періоду гвардія була оснащена все сучаснішою і важчою зброєю.
Гвардія сьогодні використовує стрілецьке озброєння, таке як автоматичні рушниці MP-5 та MP-7, автоматичні гвинтівки AG-3 та HK416, а також кулемети MG-3 та FN Minimi. А також M82 і Glock 17.
Автопарк складається переважно з Mercedes-Benz G-класу, транспортних засобів комунальних, швидкої допомоги і вантажних автомобілів виробника «Scania».

## Гвардійські округи (норвезькою)
Регіон 1
- Oslofjord Heimevernsdistrikt 01 — HV-01 — Rygge
- Oslo og Akershus Heimevernsdistrikt 02 — HV-02 — Lutvann
- Telemark og Buskerud Heimevernsdistrikt 03 — HV-03 — Heistadmoen
- Opplandske Heimevernsdistrikt 05 — HV-05 — Terningmoen

Регіон 2
- Rogaland Heimevernsdistrikt 08 — HV-08 — Vatneleiren
- Bergenhus Heimevernsdistrikt 09 — HV-09 — Bergenhus

Регіон 3
- Møre og Romsdal Heimevernsdistrikt 11 — HV-11 — Setnesmoen
- Trøndelag Heimevernsdistrikt 12 — HV-12 — Værnes
- Sør-Hålogaland Heimevernsdistrikt 14 — HV-14 — Drevjamoen

Регіон 4
- Nord-Hålogaland Heimevernsdistrikt 16 — HV-16 — Elvegårdsmoen
- Finnmark Heimevernsdistrikt 17 — HV-17 — Porsangermoen